# Clivinema regale
Clivinema regale är en insektsart som beskrevs av Knight 1917. Clivinema regale ingår i släktet Clivinema och familjen ängsskinnbaggar. Inga underarter finns listade i Catalogue of Life.